# Thomas Mowbray, 1:e hertig av Norfolk
Thomas Mowbray, 1:e hertig av Norfolk, född omkring 1366, död 1399, var en engelsk adelsman, som erhöll hertigvärdighet av Norfolk (1397). 
Mowbray - mest känd under sin tidigare titel earl av Nottingham - var en av förgrundsfigurerna i partistriderna under Rikard II, ansågs ha låtit mörda Edvard III:s yngste son Thomas, hertig av Gloucester, som han bevakat på slottet i Calais, och landsförvisades 1398 efter en våldsam personlig tvist med Henrik av Lancaster.